# 金沢市立中村町小学校
金沢市立中村町小学校（かなざわしりつ なかむらまちしょうがっこう、英語: Kanazawa Municipal Nakamuramachi Elementary School）は、石川県金沢市中村町にある公立小学校。

## 概要
1939年4月に創設された80年以上の歴史がある小学校。「ぬくもりある学校での学び合う子の育成」を学校教育目標としている。

## 沿革
《主要な出典：》
- 1939年（昭和14年）
  - 4月1日 - 金沢市中村町尋常小学校として創設。
  - 6月7日 - 落成式並びに開校式を挙行。
- 1940年（昭和15年）1月8日 - 旧校歌制定（作詞：鴻巣盛広、作曲：下総皖一）[6]。
- 1941年（昭和16年）4月1日 - 国民学校令施行に伴い、金沢市中村町国民学校と改称。
- 1944年（昭和19年）3月27日 -  金沢高等師範学校創設のために金沢市当局より中村町国民学校校地・校舎を無償提供、閉校式挙行[注釈 1]。
- 1947年（昭和22年）4月1日 - 学制改革により、金沢市立中村町小学校と改称。
- 1950年（昭和25年）6月7日 - 校歌制定（作詞：室生犀星、作曲：佐々木宣男）[8]。
- 1960年（昭和35年）5月28日 - 創立20周年記念式典を挙行。
- 1962年（昭和37年）7月7日 - プール竣工式。
- 1969年（昭和44年）6月7日 - 創立30周年記念式典を挙行。
- 1980年（昭和55年）
  - 5月20日 - 改築校舎に移転。
  - 11月13日 - 改築校舎落成式を挙行。
- 1988年（昭和63年）9月14日 - 体育館改築竣工式及び創立50周年記念式典を挙行。
- 1995年（平成07年）3月31日 - プールを改築。
- 1999年（平成11年）4月1日 - 特殊学級（すこやか学級）開設。
- 2001年（平成13年）
  - 4月1日 - 学童保育「中村児童クラブ」発足。
  - 10月19日 - 耐震及び校舎大規模改修（教室棟）完了。
- 2002年（平成14年）
  - 2月28日 - 校内LAN整備工事完了。
  - 10月28日 - 耐震及び校舎大規模改修（管理棟）完了。
- 2004年（平成16年）
  - 3月4日 - 室生犀星直筆原稿（校歌）を室生犀星記念館へ保管転換。
  - 4月1日 - 特殊学級（すこやか学級2）増設。
- 2007年（平成19年）4月1日 - 通級学級（ことばの教室）増設。
- 2013年（平成25年）9月30日 - ユネスコスクール加盟。
- 2021年（令和03年）3月31日 - 学校教育施設ICT教育環境（GIGAスクール）整備完了。

## 通学区域
神田1丁目、神田2丁目、白菊町、千日町、中村町、野町2丁目（28番、33番1号、33番34号～33番41号に限る）、増泉1丁目、増泉2丁目、増泉3丁目、増泉4丁目、増泉5丁目、御影町

## 進学先中学校
金沢市立泉中学校

## 周辺の主な施設

### 文教関係
- 室生犀星記念館

### 商業関係
- アピタ金沢店
- にし茶屋街

## アクセス
- 金沢ふらっとバス中村町小学校バス停よりすぐ。
- 北鉄バス（北陸鉄道・北鉄金沢バス）中村町バス停より徒歩2分。